# Sân bay quốc tế Sherbro
Sân bay quốc tế Sherbro (IATA: BTE, ICAO: GFBN) là một sân bay quốc tế mới xây dựng ở đảo Sherbro ở tỉnh Nam của Sierra Leone. Đây là một trong hai sân bay quốc tế chính của Sierra Leone. Sân bay này thuộc quản lý của Cục sân bay Sierra Leone.
Hiện có kế hoạch xây một đường băng mới tại sân bay này.

## Các hãng hàng không
- Air Leone
- Paramount Airlines
- Eagle Air
- Sierra National Airlines